# Плита Соломонового моря

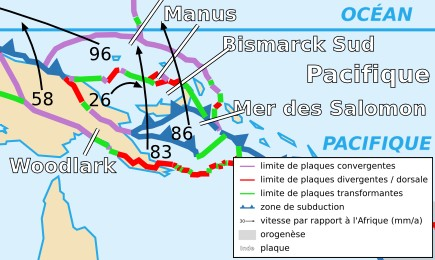
Мапа розташування плити Соломонового моря

Плита Соломонового моря — літосферна мікроплита, розташована на південний захід від Соломонових островів, на півдні Тихого океану. Площа становить 0,00317 стерадіан. Зазвичай асоціюється з Австралійською плитою.
Плита Соломонового моря — океанічна плита, яка зникає через дві зони субдукції, одна з північного краю, інша з південно-західного. На південному сході трансформаційний розлом відокремлює її від плити Вудларк. Зони субдукції на північному заході відокремлює її від Південнобісмаркської плити й на північному сході від Тихоокеанської. Північно-західна зона субдукції зветься — Ново-Британська Зона Субдукції.
У південно-західній зоні субдукції плита Соломонового моря пірнає під Індо-Австралійську плиту.
Також межує з Північнобісмаркською плитою